# Medlešice

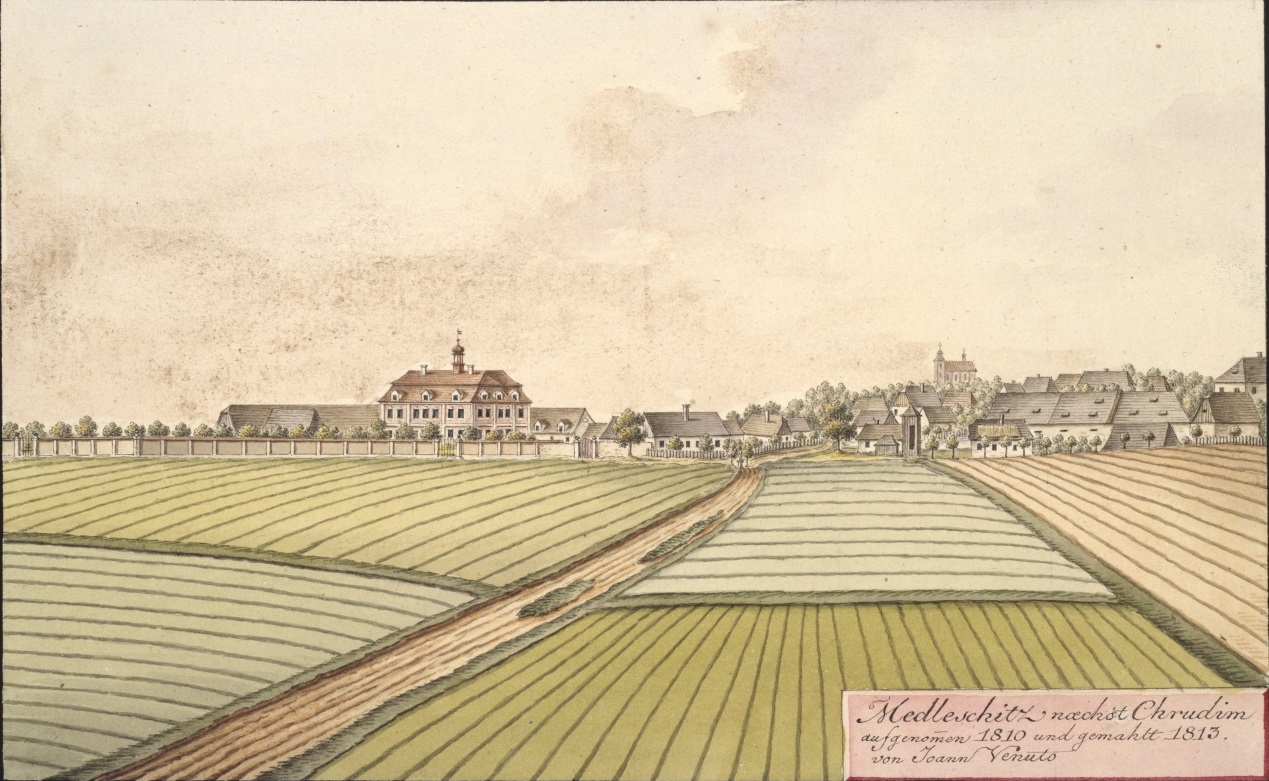
Medleschitz bei Chrudim, Johann Venuto 1813

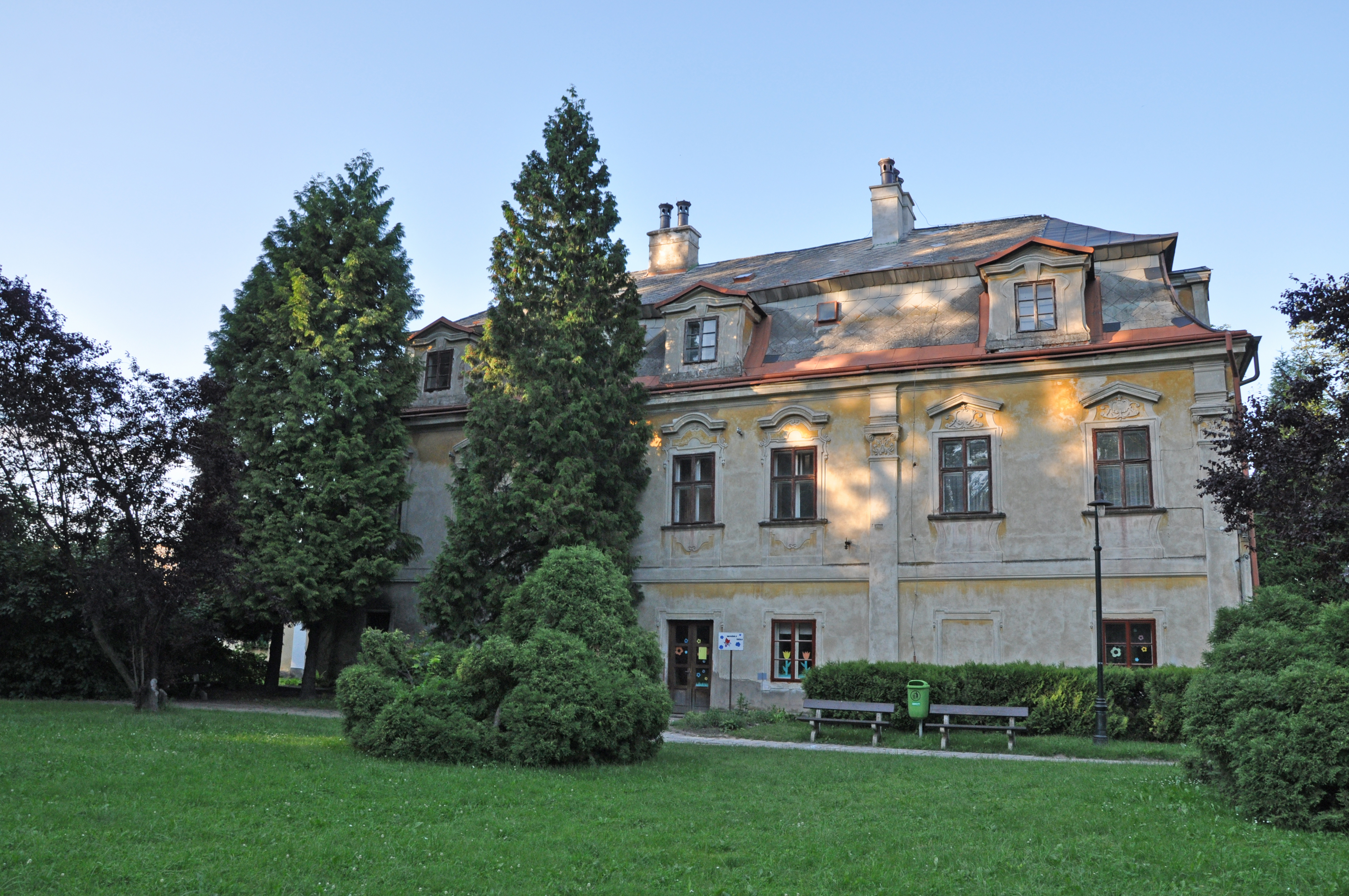
Schloss Medlešice

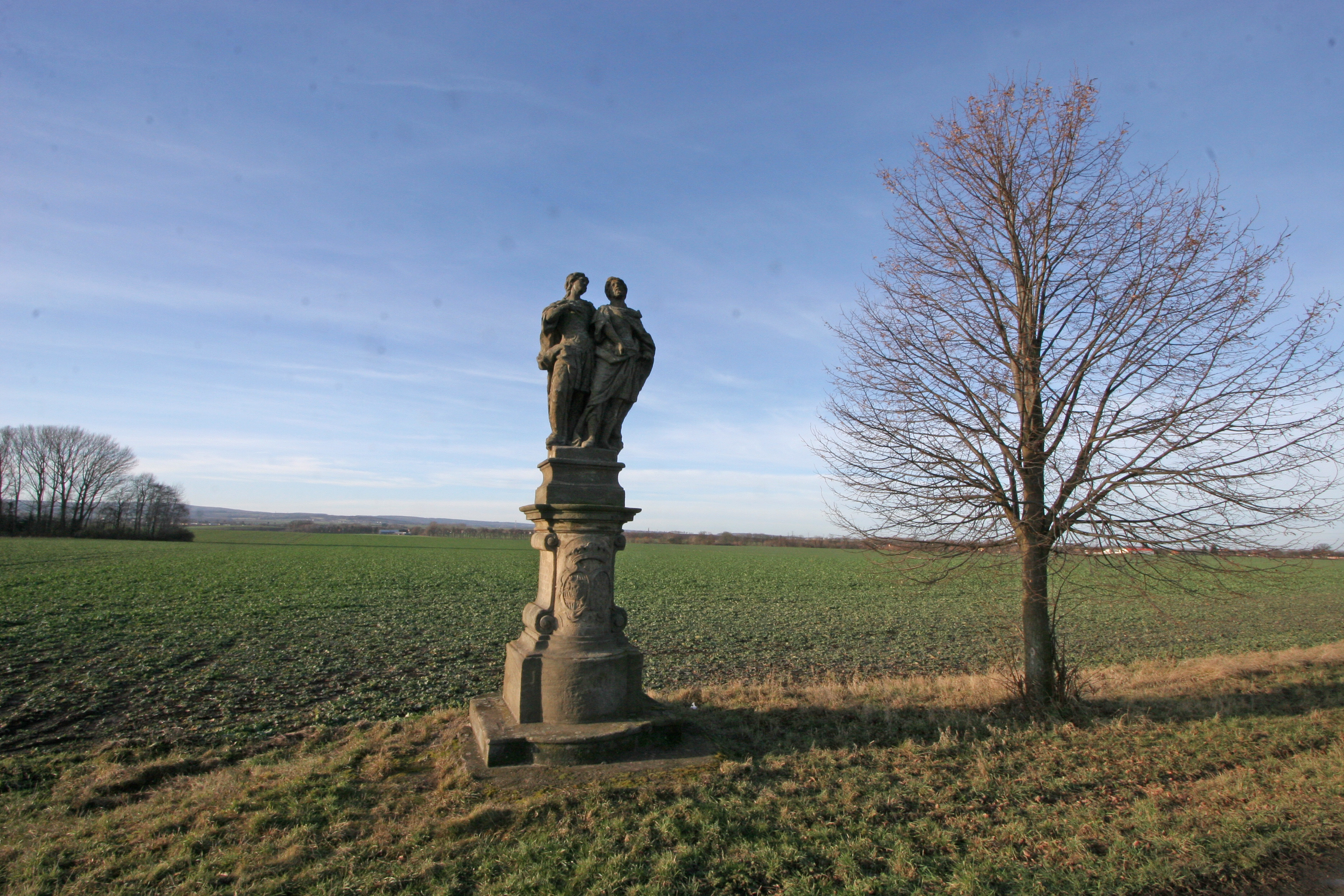
Statuen der hl. Johannes und Paul

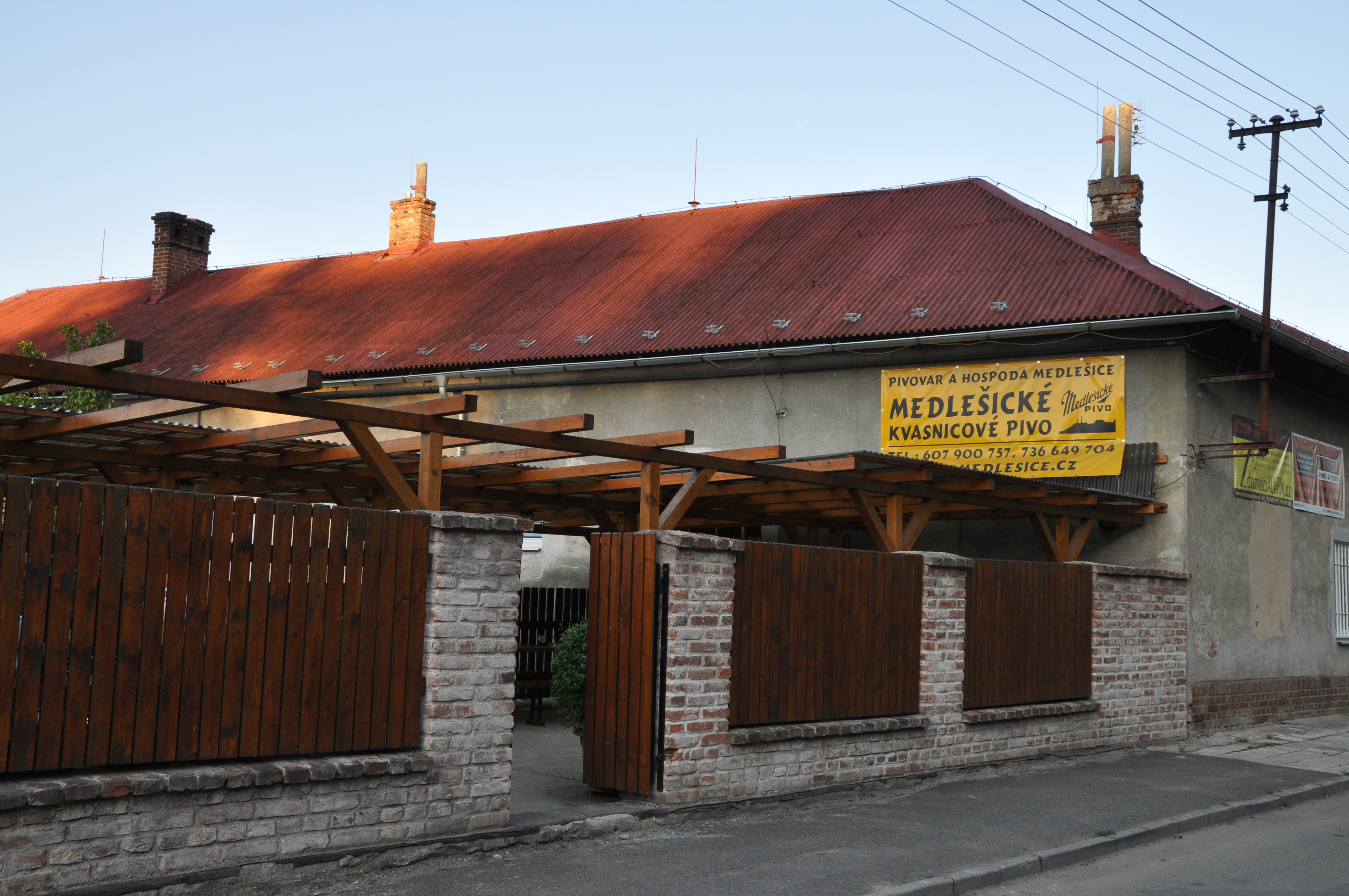
Brauerei

Medlešice (deutsch Medleschitz) ist ein Ortsteil der Stadt Chrudim in Tschechien. Er liegt vier Kilometer nordwestlich des Stadtzentrums von Chrudim und gehört zum Okres Chrudim.

## Geographie
Medlešice befindet sich in der Quellmulde des Baches Jesenčanský potok auf der Heřmanoměstecká tabule (Hermannstädtler Tafel). Im Dorf liegt der Teich Pivovarský rybník. Durch den Ort verläuft die Staatsstraße II/324 zwischen Pardubice und Chrudim, östlich wird es von der Staatsstraße I/37 umfahren. Am westlichen Ortsrand verläuft die Bahnstrecke Havlíčkův Brod–Pardubice. Im Nordosten erhebt sich der Mikulovický kopec (276 m n.m.).
Nachbarorte sind Blato und Mikulovice im Norden, Ostřešany und Ostřešánky im Nordosten, Tuněchody und Habrov im Osten, Vestec, Májov und Na Pumberkách im Südosten, Jánské předměstí im Süden, Markovice, Bylany und Třibřichy im Südwesten, Na Hrázi und Dřenice im Westen sowie  Třebosice im Nordwesten.

## Geschichte
Die erste schriftliche Erwähnung von Mezilesice erfolgte im Jahre 1229 in einer Urkunde des Königs Ottokar I. Přemysl als Besitz des Klosters Opatowitz. Die älteste Nachricht über eine Feste als Sitz des Zemans Buzek von Mezilesice stammt von 1415. Das Geschlecht der Hroch von Mezilesice erweiterte in der ersten Hälfte des 15. Jahrhunderts seinen Besitz u. a. um die Güter Bylany und Týnec. In den 1450er Jahren gehörte das Gut dem Mikuláš von Bochov und Mezilesice. Später wechselten die Besitzer oftmals, darunter waren u. a. Mikuláš Štítný von Štítné, Absolon von Ledská, Peter Hubryk von Hennersdorf, Diviš Bohušínský von Božejov, Jan Bohušínský von Božejov und ab 1626 dessen Witwe Anna. Während des Dreißigjährigen Krieges wurde das Dorf von durchziehenden schwedischen Truppen geplündert und niedergebrannt. 1660 erwarb die Besitzerin der Güter Třibřichy und Dřenice, Eva Lidmila Anna Kustošová, geborene von Glauchau, das Gut Mezilesice und ließ die ruinierte Feste neu errichten. Eva Lidmila heiratete nach dem Tod von Jindřich Kustoš in zweiter Ehe Jan Viktor von Waldstein. Ihr Sohn Ferdinand Leopold Freiherr Kustoš von Zubří und Lipka, der die Güter Třibřichy, Dřenice, Lipka und Mezilesice 1682 geerbt hatte, vereinigte sie zu einer Herrschaft Mezilesice. 1694 vererbte er die Herrschaft seinem Sohn Ferdinand Adam. Dieser trennte 1715 zunächst die Güter Lipka und Třibřichy von der Herrschaft ab und verkaufte sie seiner Schwester Maria Elisabeth Gräfin Millesimo. Die Herrschaft Mezilesice veräußerte er 1716 an Octavian Ladislav von Waldstein. Dessen Tochter verkaufte sie 1722 an Theresia Raschin von Riesenburg, geborene Straka von Nedabylic. 1725 erbte deren Tochter Maria Theresia Freiin von Vernier. Deren Mann Wenzel Vernier de Rougemont ließ in Mezilesice ein Schloss erbauen. 1755 erbte Johann Joseph Vernier de Rougemont das Gut Mezilesice. Zum Ende des 18. Jahrhunderts wandelte sich der Ortsname von Mezilesice bzw. Mezylesitz in Medleschitz. 1802 verkauften die Freiherren Vernier das Gut Medleschitz. Von den vier im Dorf gelegenen Teichen Čeperka, Spojil, Voplatil und Chmelnický rybník blieb nur der letztgenannte – heute Pivovarský rybník – erhalten; die anderen drei wurden 1802 trockengelegt und in Ackerland umgewandelt. 1807 wurde bei Medleschitz eine Pottaschensiederei errichtet, die bereits 1809 wieder aufgegeben wurde. 1810 erwarb der Königgrätzer Bischof Maria Thaddäus von Trautmannsdorff das Gut, er vererbte es seinem Bruder Joachim von Trauttmansdorff-Weinsberg. 1835 erbte dessen Witwe Henriette, geborene Gräfin Allemagna den Besitz.
Im Jahre 1835 umfasste das im Chrudimer Kreis gelegene Allodialgut Medleschitz eine Fläche von 1005 Joch 1346 Quadratklafter. Zum Gut gehörten die Dörfer Medleschitz und Dřenitz sowie eine Chaluppe von Kozoged (Kozojedy), das Revierjägerhaus in Janowitz (Janovice) und die Baustelle des ehemaligen Meierhofes in Holiček (Holičky) mit insgesamt 770 böhmischsprachigen Einwohnern. Haupterwerbsquelle bildete die Landwirtschaft, außerdem waren 22 Gewerbetreibende registriert. Abgetrennt vom übrigen Gebiet lag der Wald Holičko bei Janowitz, der das einzige Forstrevier bildete. Die Herrschaft bewirtschaftete einen der beiden Meierhöfe in Medleschitz, der andere war emphyteutisiert; ein weiterer Meierhof im Wald Holičko war bereits abgebrochen. Das Dorf Medleschitz bzw. Medlessice bestand aus 47 Häusern, in denen 313 Personen, darunter eine jüdische Familie, lebten. Im Ort gab es ein obrigkeitliches Schloss mit der Kanzlei des Wirtschaftsamtes und einem Zier-, Obst- und Küchengarten, einen Meierhof, eine Schäferei, ein verpachtetes Bräuhaus, ein verpachtetes Branntweinhaus, ein Wirtshaus und ein Jägerhaus. Pfarrort war Mikolowitz. Bis zur Mitte des 19. Jahrhunderts blieb  Medleschitz ein landtäfliges Gut.
Nach der Aufhebung der Patrimonialherrschaften bildete Medlešice ab 1849 mit dem Ortsteil Bláto eine Gemeinde im Gerichtsbezirk Chrudim. 1864 erbte Hugo Wiedersperger von Wiedersperg die Grundherrschaft von seiner Mutter Theresia, geborene von Trauttmansdorff-Weinsberg. Ab 1868 gehörte die Gemeinde Medlešice zum Bezirk Chrudim. Zwischen 1868 und 1871 wurde die Bahnstrecke Deutschbrod–Pardubitz angelegt. 1869 hatte Medlešice 462 Einwohner. In den 1880er Jahren wurde eine Ziegelei gegründet. Zum Ende des 19. Jahrhunderts löste sich Blato von Medlešice los und bildete eine eigene Gemeinde. Im Jahre 1890 verkaufte die Familie Wiedersperger die Brauerei an die Chrudimer Actien-Mälzerei. Ihren größten Aufschwung erreichte die Brauerei Medlešice nach 1919 unter dem Besitzer Ladislav Zeman. 1897 wurde die Freiwillige Feuerwehr für Medlešice und Blato gegründet. Im Jahre 1900 lebten in der Gemeinde 503 Personen, zehn Jahre später waren es 508. 1922 begann die Elektrifizierung des Dorfes. 1930 hatte Medlešice 534 Einwohner. Am 1. Juli 1985 erfolgte die Eingemeindung nach Chrudim. Ab 2004 entstand östlich des Dorfes die neue Staatsstraße I/37.

## Ortsgliederung
Der Ortsteil Medlešice bildet einen Katastralbezirk.

## Sehenswürdigkeiten
- Schloss Medlešice, die ursprüngliche Feste wurde zwischen 1660 und 1662 zum Schloss umgebaut. 1662 erfolgte die Anlage des Schlossparks. Nach 1725 ließ Wenzel Vernier de Rougemont das Schloss barock umgestalten und 1730 die dem hl. Johannes von Nepomuk geweihte Hauskapelle anlegen. Von 1864 bis 1945 gehörte es der Familie Wiedersperg. In dieser Zeit wurde das Schlossinnere grundlegend umgestaltet; lediglich die Schlosskapelle und einige Stuckdecken blieben erhalten. An der Nordseite wurde ein pseudogotischer Turm angebaut. 1923 wurde im Schlosshof ein 170 m tiefer artesischer Brunnen angelegt. Nach dem Zweiten Weltkrieg erfolgte die Verstaatlichung. Danach erfolgten größere Umbauten für eine Nutzung als Kindergarten, Bücherei und Büro des Örtlichen Nationalausschusses sowie die Einrichtung von Wohnraum. Der Turm wurde abgebrochen. Außer der Ausstattung der Schlosskapelle ist vom historischen Mobiliar nur wenig erhalten. Im Schlosspark befindet sich ein wertvoller Baumbestand.
- Statuen der hll. Johannes und Paul, westlich des Dorfes, geschaffen in der Mitte des 18. Jahrhunderts
- Steinernes Kreuz in den Feldern Richtung Chrudim, geschaffen in der Mitte des 18. Jahrhunderts

## Söhne und Töchter des Ortes
- Dagmar Pecková (* 1961), Mezzosopranistin